# Paxula subantarctica
Paxula subantarctica är en snäckart. Paxula subantarctica ingår i släktet Paxula och familjen Columbellidae.

## Underarter
Arten delas in i följande underarter:
- P. s. sorenseni
- P. s. subantarctica